# Tales with misono -BEST-
『Tales with misono -BEST-』（テイルズ・ウィズ・ミソノ・ベスト）は、日本の歌手・misonoが2009年6月10日にavex traxから発売した1枚目のミニアルバムである。

## 内容
前作『生 -say-』から約11か月ぶりにして、初のミニアルバム。シングル「end=START/終点〜君の腕の中〜」と同時発売された。
今作は自身が所属していたday after tomorrowを含め、ゲームソフト『テイルズ オブ シリーズ』にタイアップとして起用された楽曲が収録されたコンピレーション・アルバムとなっている。
ジャケットの異なるCD+DVD規格とCD規格の2形態で発売され、DVDには『テイルズ オブ シンフォニア』『テイルズ オブ ザ テンペスト』『テイルズ オブ シンフォニア -ラタトスクの騎士-』のオープニングアニメーションムービーと今作のスペシャル映像メドレーが収録された。

## 収録曲
| #            | タイトル                                                            | 作詞      | 作曲      | 編曲                         | 時間  |
| ------------ | ------------------------------------------------------------------- | --------- | --------- | ---------------------------- | ----- |
| 1.           | 「Starry Heavens」(day after tomorrow)                              | misono    | 鈴木大輔  | 五十嵐充、day after tomorrow | 4:47  |
| 2.           | 「そして僕にできるコト」(day after tomorrow)                        | 五十嵐充  | 鈴木大輔  | 五十嵐充、day after tomorrow | 4:20  |
| 3.           | 「VS（ヴァーサス）」(misono)                                        | misono    | 西川進    | イズタニタカヒロ             | 4:15  |
| 4.           | 「ラブリー♡キャッツアイ〜ネコはコタツで丸くならないの巻〜」(misono) | misono    | 西川進    | 西川進、イズタニタカヒロ     | 4:28  |
| 5.           | 「二人三脚」(misono)                                                | misono    | 清水昭男  | PLECTRUM                     | 4:32  |
| BONUS TRACK. | 「Tales…」(misono)                                                  | misono    | misono    | ats-                         | 4:43  |
| 合計時間:    | 合計時間:                                                           | 合計時間: | 合計時間: | 合計時間:                    | 27:05 |

### 解説
1. Starry Heavens
トリプルA面からなる、day after tomorrowとしての6thシングルの表題1曲目。
2. そして僕にできるコト
トリプルA面からなる、day after tomorrowとしての9thシングルの表題2曲目。
3. VS（ヴァーサス）
misonoとしての1stシングルの表題曲。
4. ラブリー♡キャッツアイ〜ネコはコタツで丸くならないの巻〜
misonoとしての4thシングルの表題曲のアルバムバージョン。
5. 二人三脚
misonoとしての10thシングルの表題曲。
6. Tales…
今作のボーナス・トラックである新録曲。後に『Me』にアルバムバージョンとして収録された。

## タイアップ
- ナムコ社製ニンテンドー ゲームキューブ専用ゲームソフト『テイルズ オブ シンフォニア』テーマソング (#1)
- ナムコ社製PlayStation 2専用ゲームソフト『テイルズ オブ シンフォニア』テーマソング (#2)
- バンダイナムコゲームス社製ニンテンドーDS専用ゲームソフト『テイルズ オブ ザ テンペスト』テーマソング (#3)
- バンダイナムコゲームス社製ニンテンドーDS専用ゲームソフト『テイルズ オブ ザ テンペスト』TV-CMソング (#4)
- バンダイナムコゲームス社製Wii専用ゲームソフト『テイルズ オブ シンフォニア -ラタトスクの騎士-』主題歌 (#5)